# مقاطعة درايم
مقاطعة درايم ((بالفارسية: ولسوالی درایم)/(بالبشتوية: درايم ولسوالۍ)‏) هي مقاطعة أفغانية في ولاية بدخشان. أُنشئت في عام 2005 من جزء من مقاطعة فيض آباد. يبلغ عدد سكان المقاطعة حوالي 68419 نسمة.